# 果子干

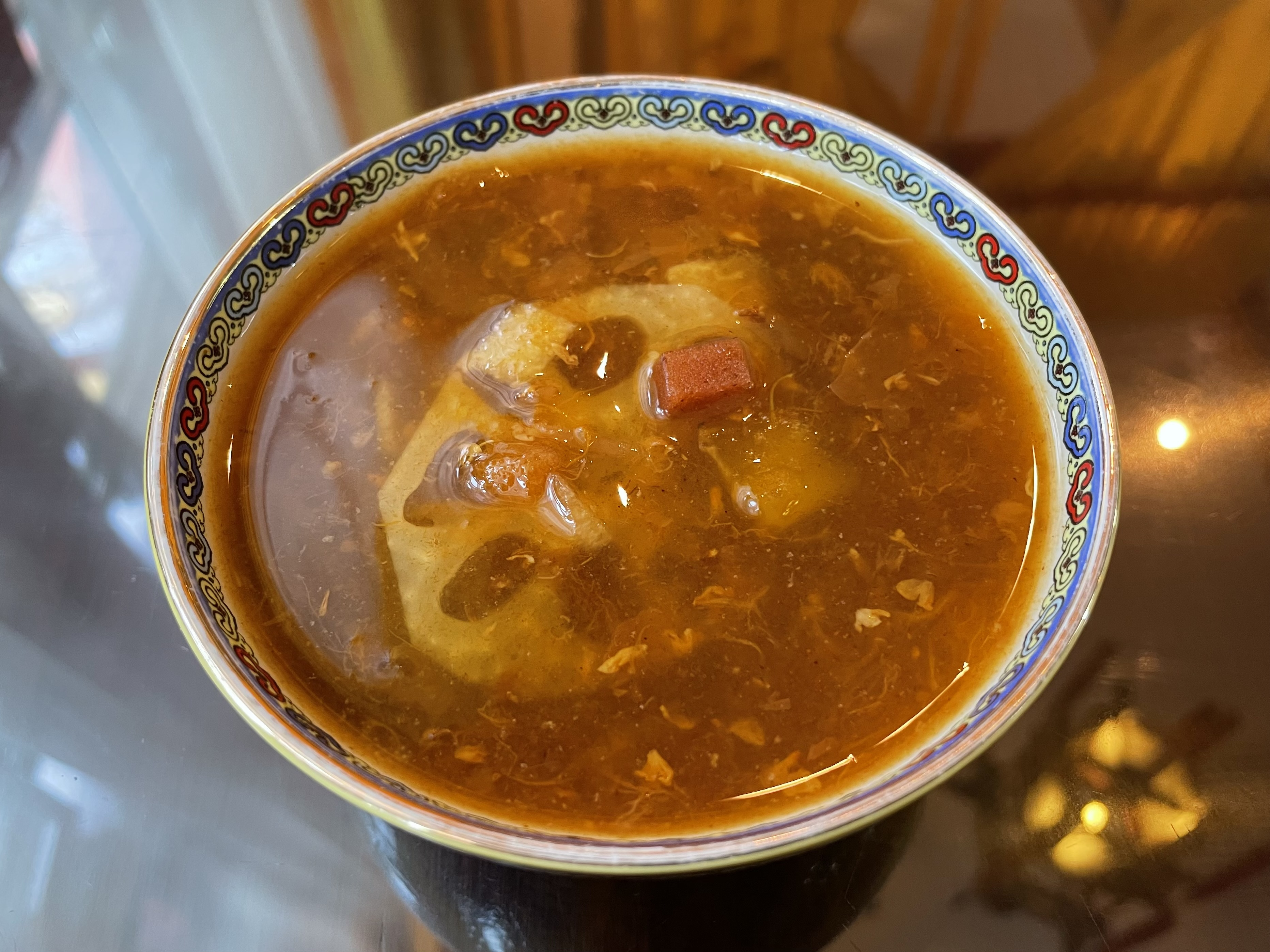
果子干

果子干是北京的一種水果湯，用柿饼、杏乾、黑枣、以及莲藕、梨制作的一种小吃。果子干是北京过年吃的一款甜食。味道涼甜脆酸。
制作時，将柿饼去蒂洗净，和洗净的杏乾，黑枣一起放在热水中泡开，待汤汁粘稠时，加入莲藕、梨切成的片，放在户外冰镇食用（或用冰）。